# Embaixada da Jordânia em Brasília
A Embaixada da Jordânia em Brasília é a principal representação diplomática jordanense no Brasil. As relações diplomáticas entre o Brasil e o Jordânia foram estabelecidas em 1959, enquanto a embaixada jordaniana em Brasília e a embaixada brasileira em Amã foram fundadas em 1984.